# Mistrovství světa v alpském lyžování 2015 – Super-G mužů
Super-G mužů na Mistrovství světa v alpském lyžování 2015 se mělo původně jet ve středu 4. února jako úvodní mužský závod šampionátu. Pro špatné počasí byla soutěž přeložena na 5. února. K zahájení došlo v 11:00 hodin místního času. Disciplíny na sjezdovce Birds of Prey se zúčastnilo 65 závodníků z 28 zemí.
Obhájcem vítězství byl americký lyžař Ted Ligety a úřadujícím olympijským vítězem v této disciplíně ze sočských her pak Nor Kjetil Jansrud.
Mistrem světa se poprvé stal rakouský lyžař Hannes Reichelt, který ve stejné soutěži skončil na druhém místě již během Světového šampionátu 2011. Na sjezdovce předvedl vynikající jízdu a prostor cíle přejel v nejrychlejším čase, přestože v závěru udělal chybu na posledním skoku, což jej v důsledku smyku zpomalilo.
Stříbrnou medaili překvapivě získal Kanaďan Dustin Cook, jenž v předešlé kariéře dokázal dojet na bodovaném místě Super-G jen pětkrát, z toho nejlépe na dvanácté příčce. Bronz si odvezl francouzský závodník Adrien Théaux.
Favorizovaného Kjetila Jansruda stála velká chyba ve třetí brance medailové umístění, když na bronz ztratil tři setiny sekundy. Po zdravotní přestávce, způsobené operací výhřezu ploténky, se poprvé od podzimu 2014 postavil na start Američan Bode Miller. Na  závěrečném mezičase vedl průběžné pořadí o dvanáct setin sekundy. Následně se však levou rukou střetl s brankou a po ztrátě hole utrpěl pád, jenž mu přivodil hlubokou tržnou ránu pravého lýtka. Po přetržení Achillovy šlachy se po několika měsících k závodění také vrátil Aksel Lund Svindal, který dojel se ztrátou necelých čtyř desetin sekundy na vítěze šestý.

## Medailisté
| Zlato   | Zlato                    | Stříbro | Stříbro            | Bronz   | Bronz                 |
| ------- | ------------------------ | ------- | ------------------ | ------- | --------------------- |
| Portrét | Hannes Reichelt Rakousko | Portrét | Dustin Cook Kanada | Portrét | Adrien Théaux Francie |

## Výsledky
Závod odstartoval v  11:00 hodin.
| Pořadí                                                                                               | č. | závodník                       | stát                | čas     | ztráta |
| --- | -- | ------------------------------ | ------------------- | ------- | ------ |
| 1.                                                                                                   | 20 | Hannes Reichelt                | Rakousko            | 1:15.68 |        |
| 2.                                                                                                   | 28 | Dustin Cook                    | Kanada              | 1:15.79 | +0.11  |
| 3.                                                                                                   | 15 | Adrien Théaux                  | Francie             | 1:15.92 | +0.24  |
| 4 | 18 | Matthias Mayer                 | Rakousko            | 1:15.95 | +0.27  |
| 4 | 21 | Kjetil Jansrud                 | Norsko              | 1:15.95 | +0.27  |
| 6 | 14 | Aksel Lund Svindal             | Norsko              | 1:16.05 | +0.37  |
| 7 | 17 | Didier Défago                  | Švýcarsko           | 1:16.07 | +0.39  |
| 8 | 8  | Georg Streitberger             | Rakousko            | 1:16.22 | +0.54  |
| 9 | 26 | Ted Ligety                     | USA                 | 1:16.38 | +0.70  |
| 10.                                                                                                  | 31 | Klemen Kosi                    | Slovinsko           | 1:16.39 | +0.71  |
| 11.                                                                                                  | 11 | Alexis Pinturault              | Francie             | 1:16.42 | +0.74  |
| 12.                                                                                                  | 1  | Brice Roger                    | Francie             | 1:16.50 | +0.82  |
| 12.                                                                                                  | 10 | Carlo Janka                    | Švýcarsko           | 1:16.50 | +0.82  |
| 14.                                                                                                  | 2  | Matteo Marsaglia               | Itálie              | 1:16.57 | +0.89  |
| 14                                                                                                   | 22 | Dominik Paris                  | Itálie              | 1:16.57 | +0.89  |
| 16                                                                                                   | 19 | Patrick Küng                   | Švýcarsko           | 1:16.69 | +1.01  |
| 17.                                                                                                  | 25 | Mauro Caviezel                 | Švýcarsko           | 1:16.84 | +1.16  |
| 18.                                                                                                  | 12 | Christof Innerhofer            | Itálie              | 1:17.02 | +1.34  |
| 19.                                                                                                  | 4  | Aleksander Aamodt Kilde        | Norsko              | 1:17.06 | +1.38  |
| 20.                                                                                                  | 13 | Andrew Weibrecht               | USA                 | 1:17.12 | +1.44  |
| 20.                                                                                                  | 30 | Steven Nyman                   | USA                 | 1:17.12 | +1.44  |
| 22.                                                                                                  | 27 | Morgan Pridy                   | Kanada              | 1:17.30 | +1.62  |
| 23.                                                                                                  | 33 | Andreas Sander                 | Německo             | 1:17.37 | +1.69  |
| 24.                                                                                                  | 16 | Otmar Striedinger              | Rakousko            | 1:17.39 | +1.71  |
| 25.                                                                                                  | 5  | Josef Ferstl                   | Německo             | 1:17.50 | +1.82  |
| 26.                                                                                                  | 7  | Werner Heel                    | Itálie              | 1:17.53 | +1.85  |
| 27.                                                                                                  | 38 | Benjamin Thomsen               | Kanada              | 1:17.64 | +1.96  |
| 28.                                                                                                  | 6  | Klaus Brandner                 | Německo             | 1:17.83 | +2.15  |
| 29.                                                                                                  | 36 | Martin Cater                   | Slovinsko           | 1:18.10 | +2.42  |
| 30.                                                                                                  | 24 | Johan Clarey                   | Francie             | 1:18.34 | +2.66  |
| 31.                                                                                                  | 48 | Pavel Trichičev                | Rusko               | 1:18.38 | +2.70  |
| 32.                                                                                                  | 35 | Natko Zrnčić-Dim               | Chorvatsko          | 1:18.42 | +2.74  |
| 33.                                                                                                  | 40 | Max Ullrich                    | Chorvatsko          | 1:18.73 | +3.05  |
| 34.                                                                                                  | 51 | Adam Žampa                     | Slovensko           | 1:18.82 | +3.14  |
| 35.                                                                                                  | 55 | Kryštof Krýzl                  | Česko               | 1:18.87 | +3.19  |
| 36.                                                                                                  | 56 | Sam Robertson                  | Austrálie           | 1:19.29 | +3.61  |
| 37.                                                                                                  | 53 | Arnaud Alessandria             | Monako              | 1:19.41 | +3.73  |
| 38.                                                                                                  | 46 | Henrik von Appen               | Chile               | 1:19.69 | +4.01  |
| 39.                                                                                                  | 41 | Dean Travers                   | Kajmanské ostrovy   | 1:19.80 | +4.12  |
| 40.                                                                                                  | 47 | Christoffer Faarup             | Dánsko              | 1:19.98 | +4.30  |
| 41.                                                                                                  | 60 | Andreas Žampa                  | Slovensko           | 1:19.99 | +4.31  |
| 42.                                                                                                  | 49 | Martin Vráblík                 | Česko               | 1:20.39 | +4.71  |
| 43.                                                                                                  | 42 | Cristian Javier Simari Birkner | Argentina           | 1:20.43 | +4.75  |
| 44.                                                                                                  | 57 | Adam Barwood                   | Nový Zéland         | 1:20.80 | +5.12  |
| 45.                                                                                                  | 54 | Istok Rodeš                    | Chorvatsko          | 1:22.04 | +6.36  |
| 46.                                                                                                  | 61 | Nicolas Carvallo               | Chile               | 1:23.02 | +7.34  |
| 47.                                                                                                  | 59 | Igor Zakurdajev                | Kazachstán          | 1:23.21 | +7.53  |
| 48.                                                                                                  | 63 | Dmytro Mycak                   | Ukrajina            | 1:24.16 | +8.48  |
| 49.                                                                                                  | 65 | Márton Kékesi                  | Maďarsko            | 1:25.84 | +10.16 |
| 50.                                                                                                  | 66 | Igor Laikert                   | Bosna a Hercegovina | 1:26.22 | +10.54 |
| 51.                                                                                                  | 58 | Eugenio Claro                  | Chile               | 1:30.07 | +14.39 |
| | 50 | Martin Chuber                  | Kazachstán          | DNS     | +99.99 |
| | 3  | Travis Ganong                  | USA                 | DNF     | +99.99 |
| | 9  | Bode Miller                    | USA                 | DNF     | +99.99 |
| | 23 | Manuel Osborne-Paradis         | Kanada              | DNF     | +99.99 |
| | 29 | Ondřej Bank                    | Česko               | DNF     | +99.99 |
| | 32 | Ivica Kostelić                 | Chorvatsko          | DNF     | +99.99 |
| | 34 | Andreas Romar                  | Finsko              | DNF     | +99.99 |
| | 37 | Boštjan Kline                  | Slovinsko           | DNF     | +99.99 |
| | 39 | Alexandr Glebov                | Rusko               | DNF     | +99.99 |
| | 43 | Marvin van Heek                | Nizozemsko          | DNF     | +99.99 |
| | 44 | Nick Prebble                   | Nový Zéland         | DNF     | +99.99 |
| | 45 | Maciej Bydliński               | Polsko              | DNF     | +99.99 |
| | 52 | Willis Feasey                  | Nový Zéland         | DNF     | +99.99 |
| | 62 | Ioan Valeriu Achiriloaie       | Rumunsko            | DNF     | +99.99 |
| | 64 | Andres Figueroa                | Chile               | DNF     | +99.99 |
| Č. – startovní číslo závodníka, DNS – závodník nenastoupil na start, DNF – závodník nedojel do cíle. |    |                                |                     |         |        |